# أم العسل
أم العسل مدينة و بلدية جزائرية بولاية تندوف.